# ساو كارلوس
ساو كارلوس (بالبرتغالية: São Carlos‏) وهي مدينة تقع في البرازيل في ولاية ساو باولو ويبلغ عدد سكانها 221,950 نسمة وتبعد 231 كلم عن مدينة ساو باولو.

## مدن توأم
- قلمرية، البرتغال
- تيكومسيه، أوكلاهوما، الولايات المتحدة
- سانتا كلارا، كوبا
- سانتا كروز، البرازيل

## أعلام
- مورين ماغي
- رونالد غولياس
- إدغار برونو دا سيلفا
- فابيو أوريليو
- نيني